# Mission im Pazifik
Mission im Pazifik (OT: Wing and a Prayer, auch The Story of Carrier X) ist ein US-amerikanischer Kriegsfilm aus dem Jahr 1944. Der Schwarzweißfilm handelt von einer heldenhaften Flugzeugträgerbesatzung im Pazifik zu Beginn des Zweiten Weltkriegs. Regie führte Henry Hathaway, die Hauptrollen wurden durch Dana Andrews und Don Ameche besetzt. Obwohl es sich eigentlich um einen klassischen Propagandafilm handelt, wurde er als realistisches Porträt des Krieges gelobt und erhielt sogar 1945 eine Oscar-Nominierung für das Beste Originaldrehbuch.

## Handlung
Kurz nach dem Angriff auf Pearl Harbor ist die US-amerikanische Öffentlichkeit verunsichert. Die United States Navy scheint der Bedrohung nicht gewachsen zu sein und ist sichtlich geschwächt durch den Angriff der Japaner. Doch die Navy plant insgeheim einen Rückschlag. Ein Flugzeugträger soll mit Unterstützung einer kleineren Flotte die japanische Marine aufhalten, um in Midway endgültig zurückzuschlagen. Auf dem besagten Flugzeugträger befindet sich Flugkommandeur Bingo Harper, dem die Mission angetragen wurde, und der die Bomberstaffel leitet. Er ist ein harter Hund, der sich an die Regeln hält, während seine Crew aus vielen jungen Burschen besteht, die nicht immer seiner Logik folgen können.
Eine neue Staffel unter Leitung des Lieutenant Commanders Edward Moulton wird dem Flugzeugträger zugeteilt. Bereits bei der Landung fällt Harper das sorglose Auftreten des Leutnants Hallam ‚Oscar‘ Scott auf. Harper warnt Moulton, dass er bei einem solch sorglosen Umgang mit den Sicherheitsvorschriften nicht für die Sicherheit von Moultons Männern garantieren kann. Moulton versucht das Beste, um seine Männer unter Kontrolle zu halten, was ihm mehr schlecht als recht gelingt. Einer der Bomber wirft seine Bomben zu nah am Flugzeugträger ab, ein anderer, Leutnant Cunningham, der ironischerweise gerade das Navy Cross für seine Leistung bei der Schlacht im Korallenmeer erhalten hat, bekommt keinen ordentlichen Start hin und versenkt sein Flugzeug im Meer. Harper verbietet ihm zunächst zu fliegen, doch es ist Cunningham, der später den Träger rettet, als er sich selbst vor einen japanischen Torpedo wirft.
In der Zwischenzeit treffen Befehle aus dem Hauptquartier der Navy ein. Der Flugzeugträger soll zu den Salomonen, tief in feindlichen Gewässern, vordringen, um die US-amerikanischen Truppenbewegungen zu verschleiern und die Japaner zu irritieren. Dabei wird ihnen jedoch verboten, sich in Kampfhandlungen verwickeln zu lassen. Als Moultons Bomber auf feindliche Flugzeuge treffen, befolgen sie die Befehle und ziehen sich zurück. Dabei werden jedoch zwei Flugzeuge abgeschossen. Die Piloten sind rasend vor Wut, doch es wird weiter am Geheimplan festgehalten, bis die Piloten kurz vor der Meuterei stehen. Dennoch kann so der Plan umgesetzt werden: Die Japaner glauben an den Rückzug der amerikanischen Flotte.
Endlich schnappt die Falle zu. Die Japaner werden völlig überrascht, als eine amerikanische Flotte ihre Flugzeugträger angreift. Zwar sterben viele Piloten, aber die Amerikaner tragen einen riesigen Sieg davon. Doch der letzte Bomber, geflogen von Hallam Scott und mit wenig Benzin, verliert sich in den Wolken und findet den Flugzeugträger nicht mehr. Moulton fleht Harper an, die Landelichter anzuschalten, doch Harper will seine Position nicht verraten. Scott stürzt ab und landet im Wasser. Moulton und Harper streiten, doch kurz darauf kommt die Nachricht, dass ein Zerstörer den Piloten aufgelesen hat. Harper erklärt daraufhin, dass er sich um all seine Piloten sorge, aber dennoch einige wenige opfern würde, um die Missionsziele zu erreichen.

## Historische Authentizität
Der Film basiert lose auf Ereignissen während der Schlacht im Korallenmeer und der Schlacht um Midway. Das Szenario wurde jedoch angepasst, um das real eher defensive Verhalten der US Navy nach den Angriffen auf Pearl Harbor zu rechtfertigen. So wird die Schlacht im Korallenmeer als kalkulierter Streich der USA dargestellt, während die Schlacht um Midway schließlich als daraus resultierende Falle dargestellt wird. Tatsächlich waren die Vereinigten Staaten nach Pearl Harbor viel zu geschwächt um tatsächlich zurückzuschlagen, vor allem da die Japaner den USA zahlenmäßig klar überlegen waren. Es war eher der militärische Geheimdienst, der durch die Entschlüsselung der japanischen Codes den Sieg der Amerikaner bei Midway sicherstellte.
Bei den im Film dargestellten Flugzeugen handelte es sich vor allem um Torpedobomber der Marke Grumman TBF, Jäger der Marke Grumman F6F Hellcats und Sturzkampfflugzeuge der Marke Curtiss SB2C. Diese wurden eigentlich erst 1943 und 1944 eingesetzt, also etwa zwei Jahre nach den Ereignissen des Films. Nur in einigen Szenen werden die historisch akkuraten Grumman F4F und Douglas SBD Dauntless eingesetzt. Dabei stellen die F4F-Jäger jedoch die japanischen Kampfflugzeuge dar. Ebenfalls auf japanischer Seite ist ein Curtiss-Wright CW-22 zu sehen. Der Flugzeugträger ist die Yorktown. Die United States Navy erlaubte 20th Century Fox das Filmen auf einer Testfahrt des Trägers 1943. Bei den Aufnahmen wurden auch verschiedene Aufnahmen von Gefechtssituationen verwendet.

## Hintergrund
Der Titel des Films basiert auf dem Lied Coming in on a Wing and a Prayer, einem populären Lied von 1943 von den Songwritern Harold Adamson und Jimmie McHugh, die ein Zitat aus dem Film The Flying Tigers (1942) zum Vorbild nahmen.
In einer Szene sind Ausschnitte des Films Tin Pan Alley zu sehen, den sich die Crew des Flugzeugträgers zusammen anschaut.